# シボリガイ
シボリガイは、笠型腹足類のユキノカサガイ科に属する貝の一種。殻表面の模様が絞り染めに似ていることから、江戸時代末期から『絞介』と呼ばれていた。殻表面の模様の違いによるヒメコザラ Patelloida pygmaea (Dunker, 1860)の一生態型とされてきたが、Patelloida pygmaeaにシボリガイの和名が与えられ、本種はシボリガイモドキと呼ばれるようになった。

## 形態
貝殻は殻口が楕円形の低い円錐形で殻長15mm以下、殻頂は前に寄る。白地に褐色の放射線が約8条のびる。殻内面は白色で若干透明感がある。筋痕は前側が開く馬蹄型。櫛鰓(ctenidium)をもち、足上の二次鰓はもたない。歯舌(radula)は縦長の少数の歯が並ぶ梁舌型(docoglossate) で、中歯は無く縁歯は2対ある。

## 分布
房総半島から台湾海峡にかけての潮間帯の岩礁に棲む。

## 化石
房総半島の更新世中期（約100万年前）の市宿層から化石が見つかっている。

## 類似の種
ヒメコザラ類の学名と和名の対応を下表に記した。

| 和名             | 旧名の例 (など)                | WoRMS学名 (2019)           |
| ---------------- | ------------------------------ | -------------------------- |
| ヒメコザラ       | Patelloida pygmaea             | P. heroldi (Dunker, 1861)  |
| シボリガイ       | Patelloida pygmaea signata     | P. pygmaea (Dunker, 1861)  |
| シボリガイモドキ | Patelloida pygmaea signatoides | P. signata (Pilsbry, 1901) |
| ツボミガイ       | Patelloida pygmaea lampanicola | P. conulus (Dunker, 1861)  |